# Жулијен Колс
Жулијен Колс (хол. Julien Cools; 13. фебруар 1947) бивши је белгијски фудбалер. 

## Kаријера
Колс је играо на позицији везног играча. Потписао је за екипу Клуб Бриж 1973. године. Помогао је да Бриж освоји титулу првака Белгије три пута 1975/76, 76/77 и 77/78 плус Куп Белгије 1977. У Европи, Кулс је био другопласирани у финалу Купа УЕФА 1976. и финалу Купа европских шампона 1978. Бриж је изгубио оба финала од Ливерпула. Магазин World Soccer га је оценио као најбољег играча Брижа у том финалу 1978. Са 32 године Кулс је напустио Бриж да би се придружио Бершоту. Постао је капитен националног тима. На Европском првенству 1980. у Италији, Кулс је играо у све четири утакмице репрезентације Белгије, укључујући и финале где су изгубили од Западне Немачке резултатом 2:1. Играо је 35 пута и постигао два гола за репрезентацију Белгије.

## Успеси
Клуб Бриж
- Прва лига Белгије: 1975/76, 1976/77, 1977/78.
- Куп Белгије: 1976/77 (победа), 1978/79 (финале)
- Куп УЕФА: 1975/76 (финале)
- Куп европских шампона: 1977/78 (финале).[2]

Белгија
- Европско првенство: финале 1980.